# Mäntyjärvi (sjö i Kymmenedalen)
Mäntyjärvi är en sjö i Finland. Den ligger i kommunen Fredrikshamn i landskapet Kymmenedalen, i den södra delen av landet, 140 km öster om huvudstaden Helsingfors. Mäntyjärvi ligger 40 meter över havet. Arean är 29,3 hektar och strandlinjen är 4,18 kilometer lång. Sjön  ingår i Vehkajokis huvudavrinningsområde.   I omgivningarna runt Mäntyjärvi växer i huvudsak barrskog.